# Benny Benassi

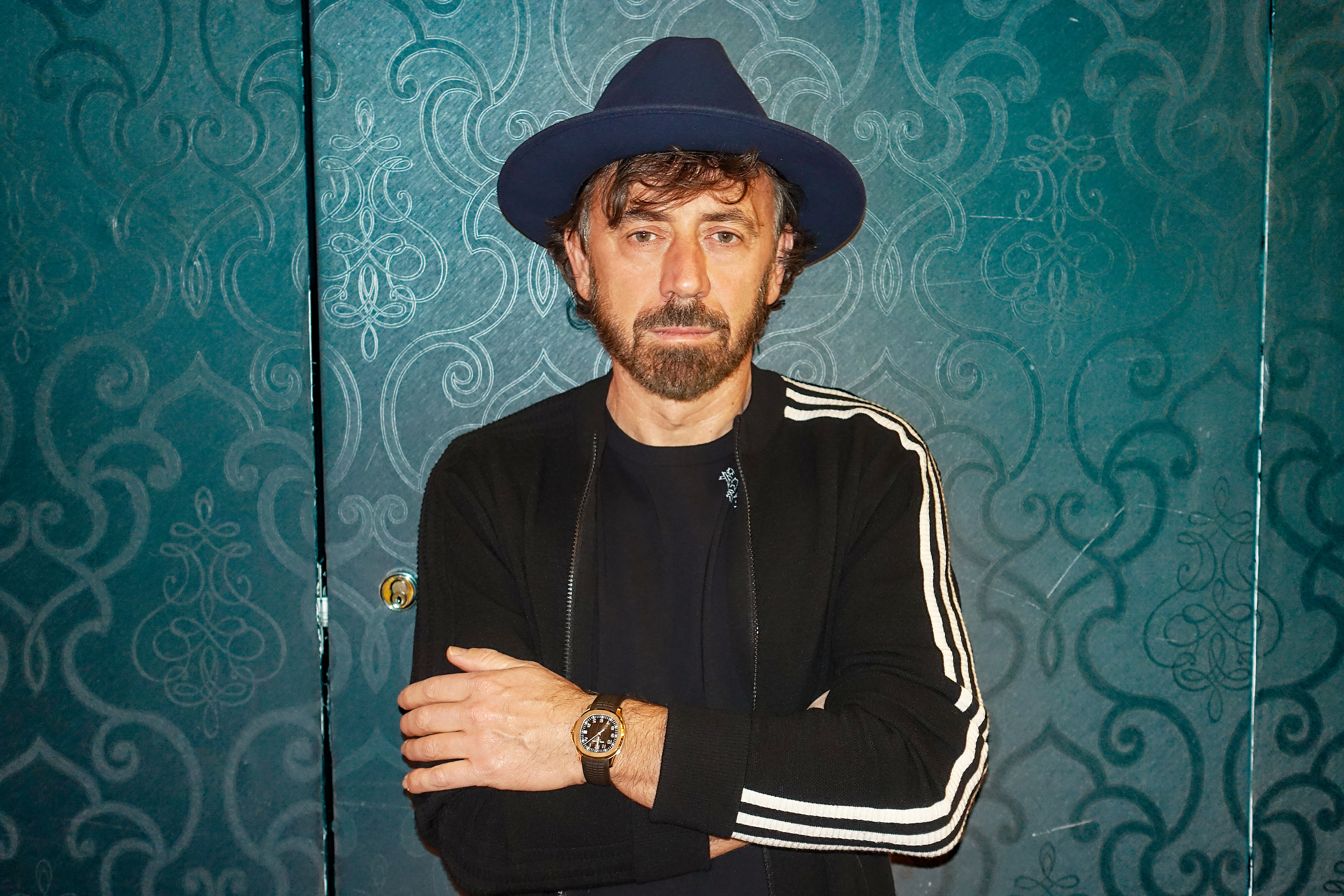
Benny Benassi, 2020

Benny Benassi (* 13. Juli 1967 in Reggio nell’Emilia; bürgerlich Marco Benassi) ist ein italienischer Musikproduzent und DJ.

## Schaffen

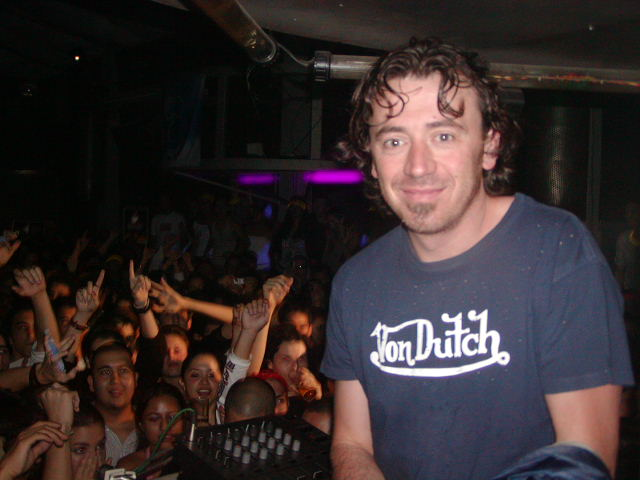
Benny Benassi, 2004

Ende der 1980er Jahre machte er sich in mehreren Diskos der adriatischen Riviera einen Namen.
Anschließend zog es ihn nach Frankreich, wo er nicht nur als Plattenaufleger, sondern auch als Produzent tätig ist.
Nach einem Wechsel des Genres von Eurohouse zu Electro gelang ihm im Alter von 35 Jahren mit dem Track Satisfaction der weltweite Durchbruch. Die Single und das darauffolgende Album Hypnotica erreichten hohe Chartplatzierungen.
Zusammen mit seinem Cousin Alle Benassi tritt Benny Benassi auch als Benassi Bros. in Erscheinung. 2004 brachte das Duo eine neue CD unter dem Namen Pumphonia heraus. Als erste Single-Auskopplung dieses Samplers wurde der Song Hit My Heart (feat. Dhany) ausgewählt. Zahlreiche weitere Alben und Singles unter dem Namen Benassi Bros. folgten.
Weitere Pseudonyme, unter denen Benassi produziert, sind unter anderem KMC sowie Bat 67.
Benny Benassi gilt als Inspirator einer neuen Electro-House-Szene. Typisch für diesen speziellen House-Stil ist eine Abspielgeschwindigkeit zwischen dem typischen House- und Technotempo (zirka 130 bpm). Des Weiteren haben die Lieder meist einen harten (progressiven) brummenden Electro-Bass, häufig werden zudem im Gegensatz zum normalen House elektronische, technoähnliche Vocalsamplings in diese Houseversionen integriert.
Einige der bekanntesten nachfolgenden Electro-House-DJs, die an den Erfolgen des neuen Genres anknüpfen wollten, sind unter anderem die Global Deejays, Royal Gigolos, Vinylshakerz, Dancefloor Saints & Shana Vanguarde. Sehr häufig werden bekannte Hits der 1980er und 1990er Jahre synthetisiert; auch sind auf den Maxis der Interpreten anderer Musikrichtungen inzwischen immer häufiger Tech-House-Remixe anzufinden.

## Diskografie

### Alben
| Jahr | Titel     | Höchstplatzierung, Gesamtwochen, AuszeichnungChartsChartplatzierungen (Jahr, Titel, Platzierungen, Wochen, Auszeichnungen, Anmerkungen) | Anmerkungen                                       |
| Jahr | Titel     | CH | Anmerkungen                                       |
| ---- | --------- | --- | ------------------------------------------------- |
| 2003 | Hypnotica | CH32 (7 Wo.)CH | Erstveröffentlichung: 2. Juni 2003                |
| 2004 | Pumphonia | CH45 (9 Wo.)CH | Erstveröffentlichung: 21. Mai 2004 Benassi Bros.  |
| 2005 | Phobia... | CH85 (3 Wo.)CH | Erstveröffentlichung: 1. April 2005 Benassi Bros. |

Weitere Alben
- 2006: Best of Benassi Bros. (Benassi Bros.)
- 2006: Best Of
- 2008: Rock .N. Rave
- 2011: Electroman
- 2016: Danceaholic

### Kompilationen
- 2004: Subliminal Sessions 6 (als Benny Benassi)
- 2005: The Gallery: Live Sessions (als Benny Benassi mit Tall Paul)
- 2005: Cooking for Pump-Kin: Phase One (als Benny Benassi)
- 2007: Cooking for Pump-Kin: Special Menu (als Benny Benassi)
- 2009: Toolroom Knights (als Benny Benassi)
- 2012: Cavo Paradiso ’12

### Singles
| Jahr | Titel Album                                   | Höchstplatzierung, Gesamtwochen, AuszeichnungChartplatzierungen (Jahr, Titel, Album, Platzierungen, Wochen, Auszeichnungen, Anmerkungen) | Höchstplatzierung, Gesamtwochen, AuszeichnungChartplatzierungen (Jahr, Titel, Album, Platzierungen, Wochen, Auszeichnungen, Anmerkungen) | Höchstplatzierung, Gesamtwochen, AuszeichnungChartplatzierungen (Jahr, Titel, Album, Platzierungen, Wochen, Auszeichnungen, Anmerkungen) | Höchstplatzierung, Gesamtwochen, AuszeichnungChartplatzierungen (Jahr, Titel, Album, Platzierungen, Wochen, Auszeichnungen, Anmerkungen) | Höchstplatzierung, Gesamtwochen, AuszeichnungChartplatzierungen (Jahr, Titel, Album, Platzierungen, Wochen, Auszeichnungen, Anmerkungen) | Höchstplatzierung, Gesamtwochen, AuszeichnungChartplatzierungen (Jahr, Titel, Album, Platzierungen, Wochen, Auszeichnungen, Anmerkungen) | Anmerkungen                                                                                         |
| Jahr | Titel Album                                   | IT | DE | AT | CH | UK | US | Anmerkungen                                                                                         |
| --- | --------------------------------------------- | --- | --- | --- | --- | --- | --- | --------------------------------------------------------------------------------------------------- |
| 2002 | Satisfaction Hypnotica                        | IT— GoldIT | DE38 (9 Wo.)DE | — | CH44 (8 Wo.)CH | UK2 Silber · (17 Wo.)UK | US— GoldUS | Erstveröffentlichung: 12. Juni 2002 pres. The Biz                                                   |
| 2003 | Able to Love Hypnotica                        | — | DE51 (5 Wo.)DE | — | CH91 (3 Wo.)CH | — | — | Erstveröffentlichung: Juli 2003 pres. The Biz                                                       |
| 2003 | No Matter What You Do Hypnotica               | — | DE69 (1 Wo.)DE | AT57 (2 Wo.)AT | CH89 (3 Wo.)CH | — | — | Erstveröffentlichung: Dezember 2003 pres. The Biz                                                   |
| 2004 | Illusion Pumphonia                            | — | — | — | CH82 (3 Wo.)CH | — | — | Erstveröffentlichung: 3. März 2004 Benassi Bros. feat. Sandy                                        |
| 2004 | Hit My Heart Pumphonia                        | — | — | — | CH48 (16 Wo.)CH | — | — | Erstveröffentlichung: 1. Juni 2004 Benassi Bros. feat. Dhany                                        |
| 2005 | Make Me Feel Phobia...                        | — | DE96 (2 Wo.)DE | — | CH80 (3 Wo.)CH | — | — | Erstveröffentlichung: 29. März 2005 Benassi Bros. feat. Dhany                                       |
| 2005 | Every Single Day Phobia...                    | — | — | — | CH97 (1 Wo.)CH | — | — | Erstveröffentlichung: 25. Juli 2005 Benassi Bros. feat. Dhany                                       |
| 2011 | Cinema Electroman                             | IT96 (1 Wo.)IT | — | — | — | UK20 Gold · (19 Wo.)UK | — | Erstveröffentlichung: 8. März 2011 feat. Gary Go                                                    |
| 2011 | Beautiful People F.A.M.E.                     | IT61 (20 Wo.)IT | DE30 Gold · (28 Wo.)DE | AT26 (20 Wo.)AT | CH26 (26 Wo.)CH | UK4 ×2Doppelplatin · (39 Wo.)UK | US43 Platin · (4 Wo.)US | Erstveröffentlichung: 11. März 2011 Chris Brown feat. Benny Benassi                                 |
| 2013 | Tell Me Twice (Ultra Music Festival Anthem) – | IT45 (9 Wo.)IT | — | — | — | — | — | Erstveröffentlichung: 16. April 2013 mit Rivaz feat. Heather Bright                                 |
| 2013 | Dance the Pain Away –                         | IT75 (3 Wo.)IT | — | — | — | — | — | Erstveröffentlichung: 25. Juni 2013 feat. John Legend                                               |
| 2013 | Il sale della terra –                         | IT52 (1 Wo.)IT | — | — | — | — | — | Erstveröffentlichung: 22. Oktober 2013 mit Ligabue                                                  |
| 2016 | Paradise –                                    | — | — | — | — | UK40 Silber · (13 Wo.)UK | — | Erstveröffentlichung: 30. März 2016 feat. Chris Brown                                               |
| 2021 | Golden Nights –                               | IT100 Gold · (1 Wo.)IT | — | — | — | — | — | Erstveröffentlichung: 12. November 2021 Sophie and the Giants feat. Benny Benassi, Dardust & Astral |
| Folgende Lieder erschienen nicht als Single, wurden aber durch das Album zum Download und Streaming bereitgestellt und konnten somit eine Platzierung erlangen: |                                               | | | | | | | |
| |                                               | | | | | | | |
| 2023 | Fashion 10                                    | IT17 Platin · (13 Wo.)IT | — | — | — | — | — | Drillionaire feat. Anna, Lazza, Tony Effe & Benny Benassi                                           |

Weitere Singles
- 2001: I Feel so Fine (KMC feat. Dhany)
- 2002: Don’t Touch Too Much (Benassi Bros. feat. Paul French)
- 2003: Get Better (KMC feat. Sandy)
- 2003: Love Is Gonna Save Us (pres. The Biz)
- 2003: I Love My Sex (Benassi Bros. feat. Violeta)
- 2004: Memory of Love (Benassi Bros. feat. Paul French)
- 2005: Who’s Your Daddy?
- 2005: Rocket in the Sky (Benassi Bros. feat. Dhany)
- 2005: Who’s Knockin’? (Ferry Corsten & Benny Benassi feat. Edun)
- 2006: Feel Alive (Benassi Bros. feat. Sandy)
- 2007: Bring the Noise (feat. Public Enemy)
- 2008: I Am Not Drunk
- 2008: Come Fly Away (feat. Channing)
- 2010: Spaceship (feat. Kelis, apl de ap, Jean Baptiste)
- 2010: Cinema (Skrillex Remix) (US: Platin)
- 2011: Electroman (feat. T-Pain)
- 2013: Ghost (Pink is Punk feat. Benny Benassi & Bright Lights)
- 2013: Back to the Pump
- 2014: Blink Again (mit John Dahlbäck)
- 2014: Let this Last Forever (feat. Gary Go)
- 2014: Kaleidoscope (feat. Kerli)
- 2014: Shooting Helicopters (feat. Serj Tankian)
- 2015: Aphrodisiak (mit Chris Nasty)
- 2015: I Wanna Be Disco (mit Chicco Secci feat. Bonnie Calean)
- 2015: Who I Am (mit Marc Benjamin feat. Christian Burns)
- 2016: Even If (mit Vassy)
- 2018: Everybody Needs A Kiss (mit Sofi Tukker)
- 2022: Satisfaction (mit David Guetta)

### Remixe
- Last Christmas (Wham)
- Girl Gone Wild (Benny Benassi feat. Madonna)
- Crave (Madonna & Benny Benassi & Swae Lee)
- California Dreaming (Mamas and Papas)
- J’ai pas vingt ans (Alizée)
- Born to Be Alive (Polymarchs)
- Sweet Dreams (Eurythmics)
- Still Alive (Lisa Miskovsky, Mirror’s-Edge-Theme)
- Bring the Noise (Public Enemy)
- Otherside (Red Hot Chili Peppers)
- Celebration (Madonna)
- I Will Be Here (Tiësto)
- Sex and Drugs (Hyper Crush)
- Ready2Wear (Felix Da Housecat)
- Feel So Close (Calvin Harris)
- Shake It Out (Florence + The Machine)
- Party Rock Anthem (LMFAO)
- Made To Love (John Legend)
- Jealous (I Ain’t with It) (Chromeo)
- Is This Love (Alex Gaudino feat. Jordin Sparks)
- Pulse (Daddy’s Groove feat. Teammate)
- Déjà Vu (Giorgio Moroder feat. Sia)
- The Feels (Twice)

## Auszeichnungen für Musikverkäufe
| Goldene Schallplatte - Australien - 2003: für die Single Satisfaction - Belgien - 2003: für die Single Satisfaction - Dänemark - 2011: für die Single Beautiful People - 2011: für das Streaming Beautiful People - Frankreich - 2003: für die Single Satisfaction - Neuseeland - 2011: für die Single Beautiful People - Polen - 2024: für die Single Satisfaction (mit David Guetta) - Spanien - 2025: für die Single Satisfaction (mit David Guetta) 2× Goldene Schallplatte - Frankreich - 2003: für das Album Hypnotica | Platin-Schallplatte - Schweden - 2012: für die Single Beautiful People 2× Platin-Schallplatte - Kanada - 2017: für die Single Cinema - Norwegen - 2012: für die Single Beautiful People 3× Platin-Schallplatte - Australien - 2016: für die Single Cinema - 2019: für die Single Beautiful People 4× Platin-Schallplatte - Russland - 2003: für das Album Hypnotica |

Anmerkung: Auszeichnungen in Ländern aus den Charttabellen bzw. Chartboxen sind in ebendiesen zu finden.
| Land/RegionAuszeichnungen für Musikverkäufe (Land/Region, Auszeichnungen, Verkäufe, Quellen) | Silber     | Gold       | Platin       | Verkäufe  | Quellen                   |
| -------------------------------------------------------------------------------------------- | ---------- | ---------- | ------------ | --------- | ------------------------- |
| Australien (ARIA)                                                                            | —          | Gold1      | 6× Platin6   | 455.000   | aria.com.au               |
| Belgien (BRMA)                                                                               | —          | Gold1      | —            | 25.000    | ultratop.be               |
| Dänemark (IFPI)                                                                              | —          | 2× Gold2   | —            | 15.000    | ifpi.dk                   |
| Deutschland (BVMI)                                                                           | —          | Gold1      | —            | 150.000   | musikindustrie.de         |
| Frankreich (SNEP)                                                                            | —          | 3× Gold3   | —            | 450.000   | snepmusique.com           |
| Italien (FIMI)                                                                               | —          | 2× Gold2   | Platin1      | 200.000   | fimi.it                   |
| Kanada (MC)                                                                                  | —          | —          | 2× Platin2   | 160.000   | musiccanada.com           |
| Neuseeland (RMNZ)                                                                            | —          | Gold1      | —            | 7.500     | aotearoamusiccharts.co.nz |
| Norwegen (IFPI)                                                                              | —          | —          | 2× Platin2   | 20.000    | ifpi.no                   |
| Polen (ZPAV)                                                                                 | —          | Gold1      | —            | 25.000    | olis.pl                   |
| Russland (NFPF)                                                                              | —          | —          | 4× Platin4   | 80.000    | 2m-online.ru              |
| Schweden (IFPI)                                                                              | —          | —          | Platin1      | 40.000    | sverigetopplistan.se      |
| Spanien (Promusicae)                                                                         | —          | Gold1      | —            | 30.000    | elportaldemusica.es       |
| Vereinigte Staaten (RIAA)                                                                    | —          | Gold1      | 2× Platin2   | 2.500.000 | riaa.com                  |
| Vereinigtes Königreich (BPI)                                                                 | 2× Silber2 | Gold1      | 2× Platin2   | 2.000.000 | bpi.co.uk                 |
| Insgesamt                                                                                    | 2× Silber2 | 15× Gold15 | 20× Platin20 |           |                           |